# Hyllisia insetosa
Hyllisia insetosa är en skalbaggsart som beskrevs av Stefan von Breuning 1955. Hyllisia insetosa ingår i släktet Hyllisia och familjen långhorningar.
Artens utbredningsområde är Rwanda. Inga underarter finns listade i Catalogue of Life.